# Louis-Claude Fillion
Louis-Claude Fillion (* 25. Juni 1843 in Saint-Bonnet-de-Joux im Département Saône-et-Loire, Frankreich; † 12. Oktober 1927 in Issy im Département Hauts-de-Seine, Frankreich) war ein französischer römisch-katholischer Priester, Theologe und Schriftsteller.

## Leben
Louis-Claude Fillion empfing im Jahr 1867 die Priesterweihe und trat der Kongregation der Sulpizianer bei. Er wurde Professor für Biblische Exegese und Hebräisch im Seminar von Reims und Lyon. Später wurde er Mitglied der Päpstlichen Bibelkommission.
Berühmt wurde er durch seine exegetischen Werke über das Heilige Land.

## Werke
- L'Évangile selon saint Mathieu. Introduction critique et commentaires (1878)
- L'Évangile selon saint Marc. Introduction critique et commentaires (1879)
- L'Évangile selon saint Luc. Introduction critique et commentaires (1882)
- L'Évangile selon saint Jean. Introduction critique et commentaires (1886) (auch online  verfügbar)
- Atlas archéologique de la Bible (1883)
- La Sainte Bible commentée d'après la Vulgate (8 volumes, 1888–1895) (auch online (französisch))
- Les miracles de Notre Seigneur Jésus-Christ (2 vol., 1909–1910)
- Vie de Notre Seigneur Jésus-Christ (3 vol., 1922; deutsche Übersetzung 1927)